# Fritz Brändel

Signatur von Fritz Brändel auf einem seiner letzten Gemälde, 1944

Fritz Brändel (* 27. November 1869 in Thonberg bei Leipzig; †  10. Dezember 1945 in Herrsching am Ammersee) war ein deutscher Landschaftsmaler, der zuletzt in München wirkte.

## Leben und Wirken
Brändel wurde in einem Vorort von Leipzig geboren. Er besuchte, nachdem dessen Vater nach Schwarzenberg/Erzgeb. versetzt worden war, dort das Progymnasium und kam nach dem Ende der Schulzeit als Lehrling in die Lithographische Anstalt von Emil Pinkau nach Leipzig. Während seiner Lehrzeit besuchte er  
die Leipziger Akademie, danach bis 1897 die Kunstschule in Weimar. Im gleichen Jahr erhielt er bei der Kunstausstellung in Dresden für sein Ölgemälde "Ende März" eine Goldmedaille und eine Bronzemedaille der Karl Alexander-Stiftung in Sachsen-Weimar. Nach kurzer Tätigkeit in München kehrte Brändel 1898 ins Erzgebirge zurück und ließ sich im folgenden Jahr dauerhaft in Leipzig nieder.
Zu seinen Werken zählt eine Ansicht von Schloss Schwarzenberg, die bei Meißner & Buch in Leipzig auf einer preisgekrönten Künstlerpostkarte eine hohe Verbreitung erlangte.